# Journal of the New York Botanical Garden
Journal of the New York Botanical Garden (abreviado J. New York Bot. Gard.) fue una revista con ilustraciones y descripciones botánicas que fue editada en Lancaster por el New York Botanical Garden desde 1900 hasta 1950, publicándose 51 números.